# Дарил Мичел
Дарил „Чил” Мичел (енгл. Daryl "Chill" Mitchell; Бронкс, 16. јул 1965) амерички је филмски, позоришни и телевизијски глумац.
Мичел је најпознатији по улози рачунарског техничара Патона Плејма у ТВ серији Морнарички истражитељи: Њу Орлеанс.